# Ancistrophyllinae
Ancistrophyllinae podtribus palmi, dio tribusa Lepidocaryeae. Postoje 2 roda, svi u  tropskoj Južnoj Africi. 
Tipični rod je Ancistrophyllum, sinonim za Laccosperma.

## Rodovi
1. Eremospatha (G.Mann & H.Wendl.) Schaedtler
2. Laccosperma (G.Mann & H.Wendl.) Drude